# قطعنامه ۴۱۵ شورای امنیت
قطعنامه ۴۱۵ شورای امنیت سازمان ملل متحد که در تاریخ ۲۹ سپتامبر ۱۹۷۷ تصویب شد، سندی بین‌المللی دربارهٔ رودزیای جنوبی است. این قطعنامه طی نشست ۲٬۰۳۴ام با ۱۳ موافق، ۰ مخالف و ۱ ممتنع تصویب شد.